# 쾨텐

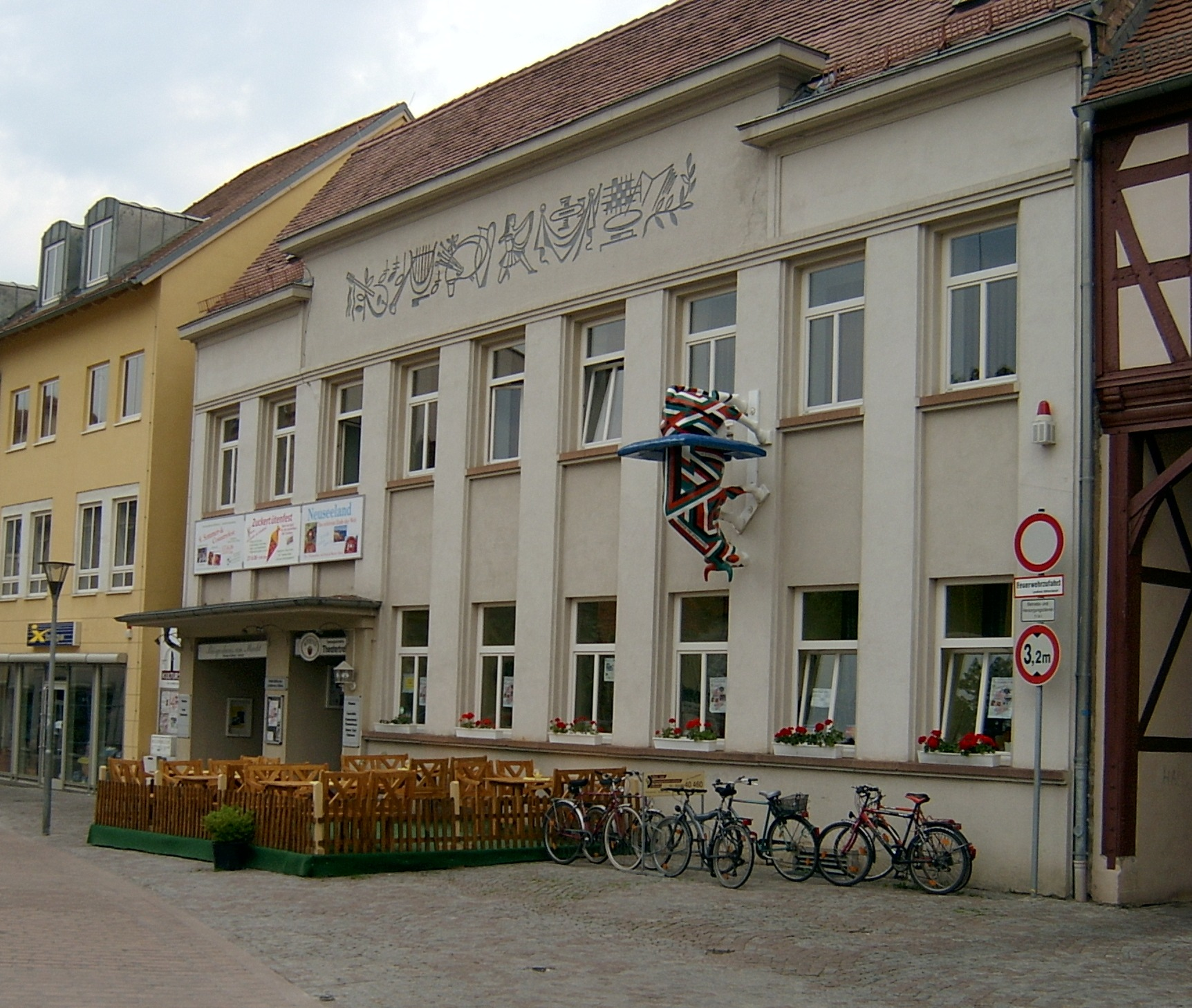

쾨텐(Köthen)은 독일의 도시이다. 작센안할트주 안할트-비터펠트의 주요도시이다. 할레에서 북쪽으로 30킬로미터 떨어져있다. 정보 기술에 강한 안할트 대학교의 주요 캠퍼스와 행정부가 이곳에 있다. 하이테크 공학, 크레인 제조 등의 산업이 발달했다.

## 같이 보기
- 안할트쾨텐